# Barbara Stcherbatcheff-Davis
Barbara Stcherbatcheff-Davis (urodzona w 1981 r., w Chicago, Illinois, Stany Zjednoczone) – pisarka, dziennikarka finansowa i komentatorka ekonomiczna. Mieszka w Londynie i Zollikonie (Szwajcaria). Po rozpoczęciu kariery w bankowości w Londynie, zaczęła pisać w tygodniku The London Paper felietony pod tytułem „City Girl” – była to kontynuacja rubryki „City Boy”, prowadzonej wcześniej przez Gerainta Andersona, autora późniejszego bestsellera pod tym samym tytułem. Dziś Barbara Stcherbatcheff-Davis jest spikerką, autorką odczytów. Specjalizuje się w kulturze bankowości i w rynkach finansowych. Przemawiała m.in. na XXII. Rocznym EBS Symposium we wrześniu 2011 r. 
W 2009 roku Barbara Stcherbatcheff pod pseudonimem Suzana S. wydała książkę pod tytułem „Confessions of a City Girl” (wyd. Random House). O książce, która jest dziennikiem kariery korporacyjnej młodej traderki  i świadectwem kultury londyńskiego City tuż przed kryzysem 2008 roku, mówiła większość brytyjskich i amerykańskich mediów gospodarczych, m.in. BBC Business, Six O’Clock News, ITV, Ten O’Clock News, Sky News, the BBC News Channel, BBC1’s The Big Questions with Nicky Campbell, BBC Radio, BBC Radio Five Live, LBC Radio, the BBC World Service, Bloomberg, a także angielska wersja Al Jazeery. Jej książka została przetłumaczona na język polski oraz niemiecki. Polska wersja pt. „City Girl. Kobieta, która podbiła londyńską giełdę”, ukazała się w 2012 roku nakładem wydawnictwa Kurhaus Publishing.